# Icahn Stadium
Icahn Stadium – stadion lekkoatletyczny w Nowym Jorku, zlokalizowany na Wyspie Randala, która wchodzi w skład Manhattanu. Obiekt posiada 1 klasę IAAF, co czyni go jednym z 4 takich obiektów w Stanach Zjednoczonych.

## Stadion
Stadion Icahn wyposażony jest w bardzo szybką nawierzchnię Mondo Super X Performance, miejsca siedzące na 5 000 osób, nowoczesne szatnie czy pokoje konferencyjne. Icahn Stadium otwarty został 23 kwietnia 2005 roku i nazwany na cześć biznesmena Carla Icahna.
Icahn Stadium wybudowany został na starym obiekcie którym był Downing Stadium otwarty już w 1936 roku. Downing Stadium wchodził w skład nowojorskiego systemu parków. Downing Stadium wiąże się z organizacją wielu krajowych eliminacji do Igrzysk Olimpijskich, z tą najważniejszą czyli awansem Jesse Owensa do zawodów XI Letnich Igrzysk Olimpijskich w Berlinie.
Nowojorski obiekt jest bardzo popularny i co roku odwiedza go spora grupa sportowców amatorów i zawodowców. W 2012 roku obiekt stał się centrum treningowym Amerykanów do XXX Igrzysk Olimpijskich w Londynie.

## Rekordy Świata
31 maja 2008 roku, Jamajski sprinter Usain Bolt pobił na tym stadionie rekord świata w biegu na 100 metrów czasem 9.72s. Zawody te wchodziły w skład Reebok Grand Prix.